# How War Came
How War Came ist ein US-amerikanischer animierter Kurzfilm von Paul Fennell aus dem Jahr 1941.

## Handlung
Raymond Gram Swing berichtet von den Gründen für den Ausbruch des Zweiten Weltkriegs. Als Hauptgrund sieht er die Gesetzlosigkeit bestimmter Staaten und die Unfähigkeit der Vereinten Nationen, etwas dagegen zu unternehmen, an. Erwähnt werden neben Japans Einfall in die Mandschurei im Jahr 1931 weitere Verbrechen der 1930er-Jahre, die von den Kriegsstaaten begangen wurden, unter anderem tritt eine Hitler-Karikatur auf und kündigt seine Absicht auf die Weltherrschaft an. Swing endet mit einem Aufruf an die US-Amerikaner, sich den Tätern mit Kraft und Mut entgegenzustellen.

## Produktion
How War Came basiert auf dem gleichnamigen Buch von Raymond Gram Swing, in dem er 1939 seine Erlebnisse als Journalist in Deutschland verarbeitete. Der Film erschien am 1. November 1941 als zweiter Teil der Filmreihe This Changing World; Teil 1, Broken Treaties, war 1940 herausgekommen.

## Auszeichnungen
How War Came wurde 1942 für einen Oscar in der Kategorie „Bester animierter Kurzfilm“ nominiert, konnte sich jedoch nicht gegen Der herzlose Retter durchsetzen.